# Anselm Kiefer
Anselm Kiefer (Donaueschingen, 8 de marzo de 1945) es un pintor y escultor alemán, adscrito al Neoexpresionismo, una de las corrientes del arte postmoderno surgida en los años 80.

## Biografía
Vivió su infancia en Rastatt, pasando a estudiar artes plásticas en Friburgo de Brisgovia, en Karlsruhe con el profesor Horst Antes y en Düsseldorf, donde fue alumno de Joseph Beuys. También estudió Derecho y lengua francesa. Sus primeras realizaciones, siguiendo la estela de Beuys, se centraron en el terreno de la instalación y el happening, pasando a la pintura en los años 70. En 1969 presentó su primera exposición individual con la serie de pinturas Ocupaciones, en Karlsruhe. Ha expuesto en la Documenta de Kassel (1977, 1982 y 1987), las Bienales de Venecia (1980) y París (1985) y en la Städtische Kunsthalle de Düsseldorf (1984), y tiene una importante colección en el Museo Guggenheim de Bilbao (1990).
Kiefer es uno de los artistas alemanes posteriores a la Segunda Guerra Mundial más conocidos, pero también de los más controvertidos. Famoso sobre todo por sus pinturas matéricas, en su obra Kiefer afronta el pasado y toca temas tabú de la historia reciente alemana, sobre todo del nazismo. Para pintar el cuadro Margarethe, por ejemplo, se inspiró en uno de los poemas más famosos de Paul Celan, Todesfuge (Fuga de la muerte), escrito a partir de su experiencia en los campos de concentración. 
Inicialmente Kiefer basó su estilo en la obra de Georg Baselitz, trabajando gruesas capas de color con fuego o ácidos y combinándolas con vidrio, madera o elementos vegetales. En sus obras fusiona la pintura, la escultura y la fotografía, mediante técnicas como el collage o el assemblage, con una pincelada violenta y una gama cromática casi monocroma, mezclando materiales como alquitrán, plomo, alambre, paja, yeso, barro, ceniza o polvo, o flores y plantas. También utiliza materiales de desecho, incluso armamento militar, como en El orden de los ángeles (1983) y Tumba en los aires (1986).
Durante los años 70 se interesó especialmente por la mitología alemana, y en la década siguiente por el misticismo judío, la Cábala. Es muy característica en su obra la presencia de letras, siglas, nombres de persona, figuras míticas o lugares con una fuerte carga histórica. Se trata de signos que ponen de manifiesto el peso de la historia y de los elementos míticos y literarios de nuestro pasado cultural. Su pintura es, en este sentido, profundamente literaria. Preocupado por los grandes temas cosmológicos, míticos e históricos, se perfila en su obra la influencia de su maestro Joseph Beuys, así como la de filósofos como Heidegger o Foucault, este último profeta, como Kiefer, de la "desaparición del hombre". Kiefer profundiza en la historia y la mitología como medio para evitar la situación de amnesia colectiva en que está sumido su país tras la derrota del nazismo, procurando reparar las heridas y, afrontando los errores pasados, crear una nueva sociedad alemana revitalizada. Así son frecuentes en su obra las referencias a Hitler, Speer o Richard Wagner, junto a simbología de la Cábala o los Nibelungos.
A comienzos de los años 90, tras una serie de viajes por todo el mundo, Kiefer comienza a inspirarse en temas más universales, igualmente basados en la religión, la simbología, la mitología y la historia, pero centrándose más en el destino global del arte y de la cultura, así como en la espiritualidad y la mente humana.
Desde 1993 Kiefer vive y trabaja en Barjac, un pequeño pueblo francés, cerca de Aviñón, donde ha creado un laboratorio artístico que le permite conjugar ideas y materiales, transformándolos en nuevas experiencias artísticas.

## Obra seleccionada
- 1974, Malerei der verbrannten Erde (Pintura de la tierra quemada).
- 1976, Hermannsschlacht (La batalla de Hermann), Colección Deutschen Bank, Fráncfort del Meno.
- 1980, Midgard, The Carnegie Museum of Art, Pittsburgh.
- 1981, Dein goldenes Haar, Margarete (Tu dorado cabello, Margarete).
- 1982, Märkischer Sand, Stedelijk Museum, Ámsterdam.
- 1984, Die Ordnung der Engel, Fundación Caixa de Pensions, Barcelona.
- 1985, Die Milchstrasse (La Vía Láctea), Museo Albright-Knox, Buffalo.
- 1989, Zweistromland (Mesopotamia).
- 1992, Öko-Nischen (Nichos ecológicos), Museo Ludwig, Colonia.
- 1996, Böhmen liegt am Meer, Metropolitan Museum of Art, Nueva York.
- 2003, Escenografía y vestidos para Edipo en Colonos de Sófocles, en el Burgtheater de Viena (dirigido por Klaus Michael Grüber).
- 2003, Escenografía y vestidos para Electra de Richard Strauss, en el Teatro San Carlo de Nápoles (dirigido por Klaus Michael Grüber).

## Exposiciones
- 1979, Van Abbemuseum, Eindhoven.
- 1980, Bienal de Venecia.
- 1982, Documenta, Kassel.

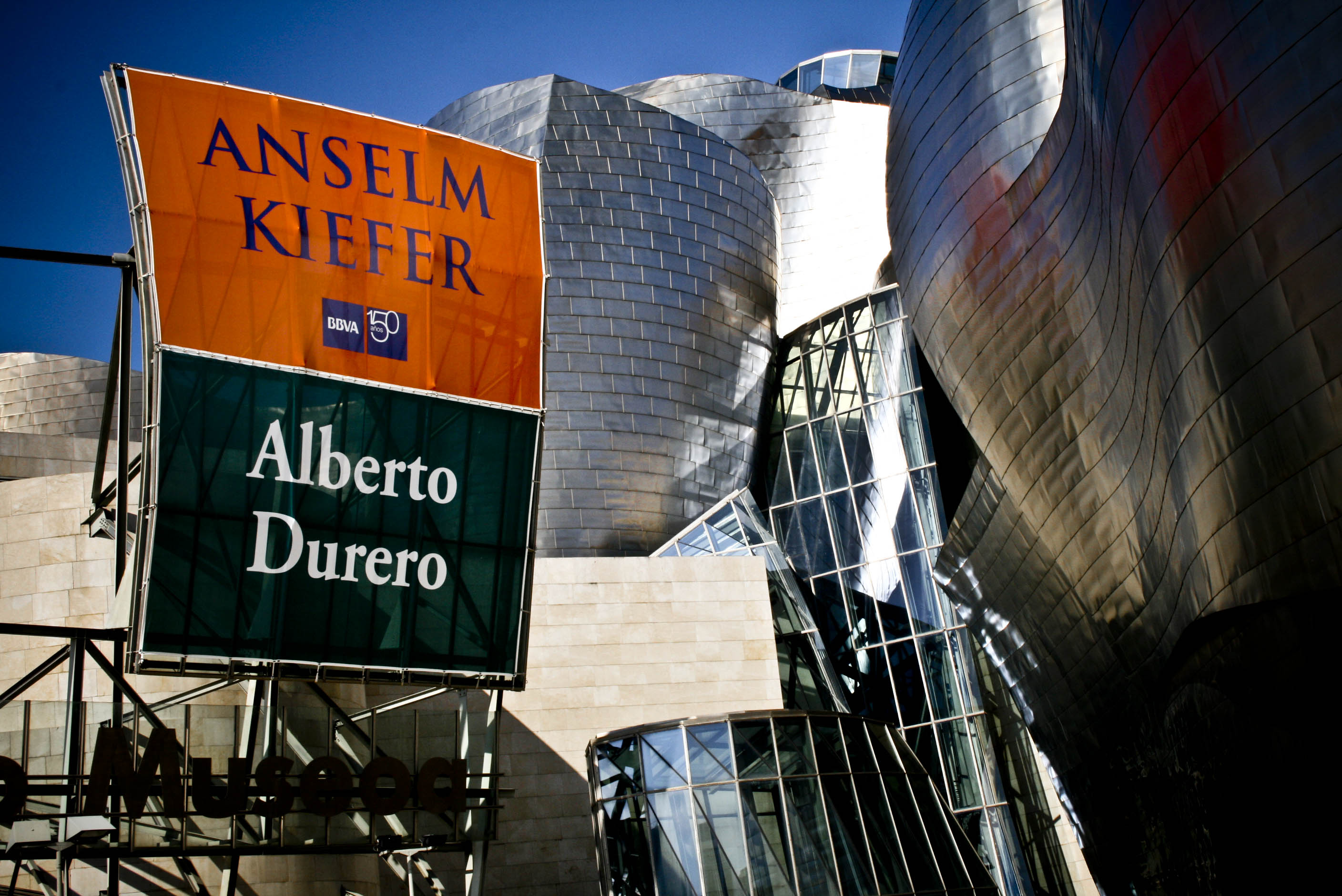
Cartel de Kiefer en el Museo Guggenheim, Bilbao - 2007.

- 1986, Stedelijk Museum, Ámsterdam.
- 1987, Museum of Modern Art of Chicago, Chicago; Philadelphia Museum of Art, Filadelfia; MoMA, Nueva York.
- 1993, Melancolía, exposición itinerante en Japón (Tokio, Kioto, Hiroshima).
- 1998, Anselm Kiefer, exposición en Fundación Proa (Buenos Aires, Argentina).
- 2000, Hôpital de la Salpêtrière, París.
- 2001, Los palacios del cielo, Fondation Beyeler, Basilea.
- 2005, Kunsthalle Würth, Würth.
- 2005, Las mujeres, Villa Médici, Roma.
- 2005, Cielo y Tierra, Museum of Modern Art, San Francisco.
- 2007, Museo Guggenheim, Bilbao.
- 2007, Grand Palais, París.
- 2009, Anselm Kiefer. Obras de la Colección Grothe. Museo de Arte Moderno y Contemporáneo Es Baluard, Palma de Mallorca.
- 2019, 15e Biennale d’art contemporain. [Anselm Kiefer à La Tourette], France.